# Eurostar
Eurostar er et højhastighedstog, som går mellem London og hhv. Paris og Bruxelles. Toget kører gennem Eurotunnelen og er en variant af det franske hurtigtog TGV. Eurostar blev slået sammen med Thalys i oktober 2023 og indlemmede Thalys ruterne under navnet Eurostar.
Virksomheden blev etableret ved Eurotunnelens åbning ejet i tredeling af statsbanerne i Frankrig, Belgien og Storbritannien. Siden privatiserede Storbritannien deres jernbaneaktiviteter, således er 40 % af aktiehandelen på private hænder i 2021 mens de resterende 60 % ejes af de franske og belgiske statsbaner. I december 2021 offentliggjorde Eurostar deres intentioner om at flytte hovedsædet fra Storbritannien til Bruxelles og en administrativ sammenlægning med Thalys. Begrundelsen angives at være utilfredshed med Storbritanniens regulering og håndtering af jernbanedrift, både generelt og under covid-19 pandemien, samt at et hovedsæde i et EU-medlemsland ville give virksomheden bedre mulighed for at udvide forretningen.

## Rejsetid
Mellem London og Paris tager den ca. 470 km lange strækning 2 timer 15 minutter. Strækningen London – Bruxelles, som er ca. 360 km, køres på 1 time 55 minutter. I Frankrig og Belgien køres med hastigheder på op til 300 km/h. I Storbritannien har toget lige fra starten i 1994 anvendt gamle jernbanespor med max hastighed på 100 km/h. I 2003 indviedes en kort strækning bygget til højhastighedstog, og i november 2007 åbnedes så resten af strækningen til London, hvilket formindskede rejsetiden med i alt 40 minutter fra oprindeligt ca. 3 timer.

## Stationerne
Fra begyndelsen afgik toget fra Waterloo Station i London, men i forbindelse med de nævnte nyanlæg af banen ændredes dette, så toget nu afgår fra St. Pancras International Station nordøst for det centrale London, med gåafstand til King's Cross Station, hvor der er forbindelse til det ordinære jernbanenet.
I Bruxelles anløbes stationen Midi/Zuid, hvorfra alle fjerntog fra byen afgår.
I Paris anvendes Gare du Nord, hvor der er adgang til byens veludbyggede Metro.

## Check-in & Sikkerhed
Da Storbritannien ikke er et EU-medlemsland og ikke er medlem a Schengen-traktaten, er der ikke fri indrejse mellem EU-lande og Storbritannien. Foruden grænsekontrol er der en omfattende sikkerhedskontrol før ombordstigning og ikke ombord på toget, på samme niveau med flysikkerhedstjek i lufthavnene, for at leve op til britiske regler. Det medfører, at det er nødvendigt med tidligt fremmøde, som det kendes fra flytrafik. Pr 2021 var det anbefalet at møde to timer før afgang. Det tilrådes at undersøge den anbefalede check-in tid før rejser.

## Det rullende materiel
Eurostar benytter to togsæt i deres drift. Det originale togsæt betegnet e300 (Class 373 i Storbritannien) der er en udgave af de franske TGV togsæt, og det nyere e320 (Class 374) baseret på tyske Velaro togsæt.
e300 togsættet er en kombination af motorvogne og passagervogne efter samme opskrift, der anvendtes helt fra første generation af TGV-tog fra starten af 1980'erne, med en topfart på 300 km/t.
Toget er fremstillet hos firmaet Alstom, som også står bag udviklingen af de øvrige hurtigtog i Frankrig. Det har været nødvendigt at lade toget passe til flere forskellige tekniske standarder, idet kontaktledninger og signalsystemer m.m. er forskelligt i de tre berørte lande. Storbritannien lod fra starten ruten passere over gamle jernbanestrækninger, med et elsystem for lokaltogene med strømskinne der løber langs banen og en spænding på 750 V, som Eurostar anvendte på de ældre strækninger i England (fx på Waterloo Station). Hovedstrækningen anvender et elsystem med 25 kV spænding (højhastighedsstrækningerne), dog undtaget et særskilt system nærmest Bruxelles på 3 kV og et andet system på de mindre strækninger i Frankrig (1,5 kV). Togsættets tophastighed er væsentligt sænket ved de lave spændinger.
e320 togsættet er uden motorvogne, men i stedet med motor i hver vogn og med en topfart på 320 km/t. Det er en udgave af tyske Siemens Velaro togsæt der anvendes af de tyske statsbaner, Deutsche Bahn, og er eksporteret til flere udenlandske jernbaneoperatører.
Siemens vandt udbudskontrakten i oktober 2010, og leverede de nye togstammer med 16 vogne med den nødvendige tilpasning til at kunne passere eurotunnellens regler. I 2014 indkøbte Eurostar yderligere syv togstammer, således har virksomheden 21 togstammer til driften. Modsat virksomhedens første materiel, var det ikke længere nødvendigt at tilpasse togene til 750v med strømskinne, da Storbritannien havde færdigbygget deres nye jernbanestrækning fra tunellen til London. Således er denne togserie alene udstyret med pantograf til strømaftagning fra luftledninger som det kendes fra de danske jernbaner, dog stadig med tilpasning til de forskellige spændinger i forskellige lande.